# Sanctuaire Koma
Le Sanctuaire Koma (japonais : 高麗神社, anglais : Koma shrine) est un sanctuaire shinto situé à Hidaka, Saitama, dédié aux colons coréens qui se sont implantés au Japon au VIIe siècle.

## Histoire
Le sanctuaire a été fondé en l'an 716 par le prince Go Yak'gwang (高若光) du royaume Koguryo de Corée. Le prince avait été envoyé au Japon en 666 pour demander du secours après l'invasion de son royaume par Silla et la dynastie chinoise Tang, mais il finit par s'installer sur l'Archipel avec environ 1 800 Coréens. L'empereur japonais donne au prince Yak'gwang le titre de roi et l'autorise à s'installer dans les environs de l'actuelle Tokyo ; ses gens gouvernent le territoire alloué jusqu’au XIIIe siècle environ. 
Après l'annexion de la Corée par le Japon au début du XXe siècle, le sanctuaire Koma est utilisé par le gouvernement japonais, et surtout le Gouverneur-général de Corée Jirō Minami, comme symbole de l'assimilation et l'unification des peuples coréens et japonais. En 1934, le Koma Jinja Hosan-kai est créé pour préserver et restaurer le sanctuaire, supervisé par le ministre aux affaires coloniales, Hideo Kodama.
Le sanctuaire Koma garde une certaine importance culturelle après la Seconde Guerre mondiale, et il est décrit par de grands auteurs japonais comme Eiji Yoshikawa et Ango Sakaguchi. 
Le sanctuaire est maintenant vu comme un symbole de l’amitié nippo-coréenne, notamment par le ministère des Affaires étrangères de Corée. 

## Tourisme
Environ 300 000 personnes visitent le sanctuaire annuellement. 

## Fonction religieuse
Le prince Go Yak'gwang (高若光) du clan Koma (plus tard connu en tant que Genbu Jakkō (玄武若光) est déifié dans le sanctuaire sous le nom de Koma Myojin. La légende raconte que Yakgwang a introduit la culture des vers à soie et des mûres au Japon.
Les prêtres sont considérés comme étant les descendants de la famille Koma. Le sanctuaire est actuellement géré par Koma Fumiyasu, qui appartient à la soixante-deuxième génération de descendants directs de Jakkō, d’après le parchemin généalogique Koma-shi keizu.